# Sosan
Sosan (ukrainisch und russisch Созань; polnisch Sozań) ist ein in der Westukraine liegendes Dorf nahe der Stadt Staryj Sambir etwa 83 Kilometer südwestlich der Oblasthauptstadt Lemberg.
Der Ort liegt östlich von Staryj Sambir und südlich des Dnister in einer Talsenke am Fuße der Waldkarpaten. Seit 1904 hat der damals in Galizien/Österreich-Ungarn liegende Ort, welcher überwiegend von Ukrainern bewohnt war eine Station an der Eisenbahnlinie von Lemberg nach Budapest (Bahnstrecke Lwiw–Sambir–Tschop).  Nach dem Ende des Ersten Weltkrieges kam der Ort zu Polen, wurde im Zweiten Weltkrieg kurzzeitig von der Sowjetunion und dann bis 1944 von Deutschland besetzt.
Nach dem Ende des Krieges wurde die Stadt dann der Sowjetunion zugeschlagen, seit 1991 ist sie ein Teil der heutigen Ukraine.
Zusammen mit dem östlich gelegenen Dort Koblo (Кобло) und dem nordöstlich gelegenen Straschewytschi (Страшевичі) gehört Sosan zur Landratsgemeinde Straschewytschi im Rajon Staryj Sambir.
Am 12. Juni 2020 wurde die Landratsgemeinde aufgelöst und der Stadtgemeinde Staryj Sambir unterstellt, das Dorf wurde zugleich dem Rajon Sambir unterstellt.